# Megaselia umbrata
Megaselia umbrata är en tvåvingeart som beskrevs av Schmitz 1936. Megaselia umbrata ingår i släktet Megaselia och familjen puckelflugor. Inga underarter finns listade i Catalogue of Life.